# Испанский слизень
Испанский слизень, или дорожный испанский слизень, или испанский моложень (лат. Arion vulgaris) — вид наземных стебельчатоглазых брюхоногих моллюсков рода арионы (Arion) семейства арионид (Arionidae). Крупные слизни оранжевого или коричневатого цвета, реже тёмно-серого или почти чёрного. Их длина может достигать 120 мм (в отдельных случаях — около 150 мм). Местонахождение природного ареала точно не известно. Генетические исследования предполагают, что родиной вида является Франция и, возможно, западная Германия. Завезён человеком во многие другие регионы Европы, а также в Северную Америку. Инвазивный вид, наносящий серьёзный ущерб сельскохозяйственным культурам и декоративным растениям. Его численность может достигать 50 и более особей на 1м². Жизненный цикл однолетний. Зимуют яйца и молодь. Считается наиболее вредоносным видом моллюсков в Европе.
По внешним признакам взрослые особи A. vulgaris трудноотличимы от близкородственных Arion ater и Arion rufus. Наиболее достоверно эти виды различают друг от друга по строению половой системы и с помощью молекулярных методов.

## Таксономия
В работе Альфреда Мокен-Тандона 1855 года описываются различные вариететы слизня Arion rufus, один из которых носит название Arion rufus var. vulgaris. Ему в таблице посвящён лишь один рисунок, где изображён внешний вид слизня и одна лишь фраза в описании — «Животное рыжее или коричневатое, одноцветное (фр. Animal roux ou brunatre, unicolore)». Подобного описания для точной идентификации вида недостаточно, однако приводимый здесь же рисунок половой системы A. rufus, который автор не связывает с каким-либо из описанных вариететов, явно относится не к этому виду (в его современном понимании), а к A. vulgaris.
A. vulgaris долгое время ошибочно принимали за Arion lusitanicus, описанного Жюль Полем Мабилем из Португалии в 1868 году. Предполагалось, что вид проник в другие страны с Пиренейского полуострова, в связи с чем он и получил название «испанский слизень» (англ. Spanish slug). В Великобритании были описаны две формы A. lusitanicus s.l., которые оказались двумя самостоятельными видами. Одной из этих форм было возвращено название Arion flagellus Collinge, 1893 сведённое ранее в синонимы к Arion subfuscus. Вторую форму продолжали считать истинным A. lusitanicus, пока не был переописан A. lusitanicus s.str. из типового местонахождения в Португалии. Выяснилось, что экземпляры этого вида на Пиренейском полуострове сильно отличаются от экземпляров из остальных частей Европы строением полового аппарата и формой сперматофора. Согласно генетическим исследованиям, истинный A. lusitanicus формирует кладу с иберийскими Arion fuligineus и Arion nobrei, в то время как ближайшими родственниками A. vulgaris являются Arion ater и A. rufus.
Для инвазивного A. lusitanicus за пределами Пиренейского полуострова (то есть A. vulgaris) начали использовать название Arion lusitanicus  auct. non Mabille, 1868. Однако, не все учёные знакомы со значением слова «non», кроме того в некоторых публикациях оно вообще не используется. С 1999 года некоторые авторы начали использовать название Arion vulgaris Moquin-Tandon, 1855. Также выдвигались предложения продолжить использовать название A. lusitanicus для слизня-вредителя. Согласно мнениям одних малакологов, название Arion rufus var. vulgaris являлось невалидным и оставалось синонимом A. rufus, в то время как другие считали, что оно было в свободном доступе. В 2018 году Международной комиссии по зоологической номенклатуре был подан запрос на сохранение названия Arion vulgaris Moquin-Tandon, 1855.
Arion sp. "Davies"
В 2014 году из Великобритании была описана форма Arion cf. vulgaris, вероятно являющаяся новым видом. Для неё используется название Arion sp. «Davies». Экземпляры этого вида были найдены преимущественно в нарушенных местообитаниях в четырёх местах на востоке Англии, от Йоркшира до Кента, с ещё одним гаплотипом вблизи Лондона (музейный экземпляр, собранный в 2004 г.). Внешне он изменчив и может быть легко спутан с A. rufus и A. vulgaris. Его окраска обычно серовато-коричневая, со слабыми боковыми цветными полосами, сохраняющимися у некоторых взрослых особей, а подошва часто бледнее, чем у типичного A. vulgaris. У этого вида отсутствует защитная реакция (покачивание из стороны в сторону), как у A. ater и A. rufus. Внутренне он очень отличается от этих видов наличием удлиненной лигулы в яйцеводе, как и у A. vulgaris. Однако лигула полностью или частично бахромчата, чего не наблюдалось у секвенированных экземпляров A. vulgaris. Данные ядерной ДНК и 16S рРНК не позволяют предположить его близкое родство с A. flagellus и с истинным A. lusitanicus. Неизвестно, где ещё в Европе встречается этот вид и является ли он нативным в Великобритании. Возможно, что некоторые британские А. lusitanicus, описанные в статье Дэйвис о их различиях от A. flagellus, могли принадлежать к этому виду, особенно с учётом несоответствий в описании брачного поведения, впоследствии выявленных другими авторами. Однако сам A. vulgaris, будучи гораздо более широко распространённым в Великобритании и Ирландии, вероятно, также мог присутствовать в местах, обсуждаемых в этой статье.

## Описание

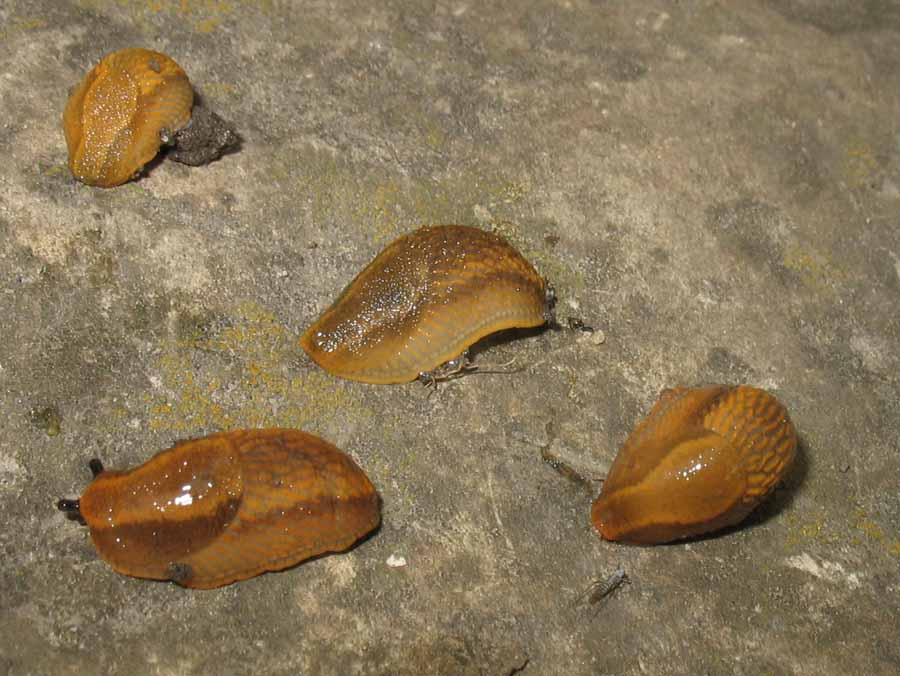
Молодые особи Arion vulgaris

Крупные слизни оранжевого или коричневатого цвета, реже тёмно-серого или почти чёрного. Длина ползущей особи до 120, сократившейся — до 90, ширина — до 18 мм. В отдельных случаях зимовки взрослых слизней их длина может достигать около 150 мм. Слизь жёлтая или бесцветная. Окраска живых слизней зависит как от цвета кожных покровов, так и от цвета густо покрывающей их слизи. После фиксации и удаления с тела значительной части слизи животные приобретают сероватую или буроватую окраску. То же можно наблюдать при механическом удалении слизи с отдельных участков тела живых слизней, например, при соприкосновении с жёсткими предметами во время движения или после сильных дождей, которые могут смывать значительную часть слизи с тела слизней. Щупальца чёрные, независимо от цвета слизней. На голове тёмный пигмент располагается по бороздам. Молодые слизни обычно имеют тёмные боковые полосы. У взрослых особей мантия всегда одноцветная, а на спине иногда остаётся рисунок или его следы (после фиксации обычно исчезает). Но в подавляющем большинстве случаев взрослые слизни окрашены однотонно и не имеют полос. Киля нет. Край подошвы широкий, обычно оранжевый (видно сбоку). Подошва от светлой (кремовой или желтоватой) до тёмно-серой, одноцветной или с заметно более тёмными сторонами. Между мантийной щелью и средней линией спины насчитывается от 18 до 22 грубых высоких морщин, которые наиболее заметны у сокращённых особей (однако после фиксации морщины заметно сглаживаются). Они выглядят не столь рельефными у молодых слизней. Пневмостом крупный, половое отверстие у зафиксированных слизней расположено под ним, немного позади мантийной щели. При сильном сокращении слизни способны принимать полусферическую форму.

### Половая система
У A. vulgaris яйцевод длинный и очень широкий, в несколько раз длиннее атриума, разделён на два отдела: тонкий и короткий проксимальный, длинный и очень широкий дистальный. На границе этих отделов к нему крепится ретрактор. Внутри яйцевода находится большая сильно вытянутая лигула и несколько продольных складок. Атриум относительно небольшой и короткий. Эпифаллус умеренно длинный и тонкий, намного короче яйцевода, тёмного пигментного кольца на нём нет. Пенис (вздутие у основания эпифаллуса) выражен умеренно. Семяпровод тонкий и длинный. Проток семяприёмника умеренно длинный и широкий, без расширений, резервуар овальный, относительно небольшой.
Длина сперматофора может превышать 27 мм. Он спирально закручен. Расширенная часть сперматофора содержит в себе сперматозоиды. Концы сперматофора с обеих сторон переходят в удлиненные нитевидные окончания. Передняя часть, входящая в проток семяприёмника реципиента, загнута наружу относительно спирали. Задний конец (хвост) более короткий и также загнут наружу. Передняя часть сперматофора несёт продольный зазубренный гребень. Оперение сперматофоров состоит из довольно крупных и острых зубцов, несколько изогнутых вперед и в сторону. В передней и задней (хвостовой) частях сперматофора зубцы мельче, а в части, которая содержит сперматозоиды, они крупнее.

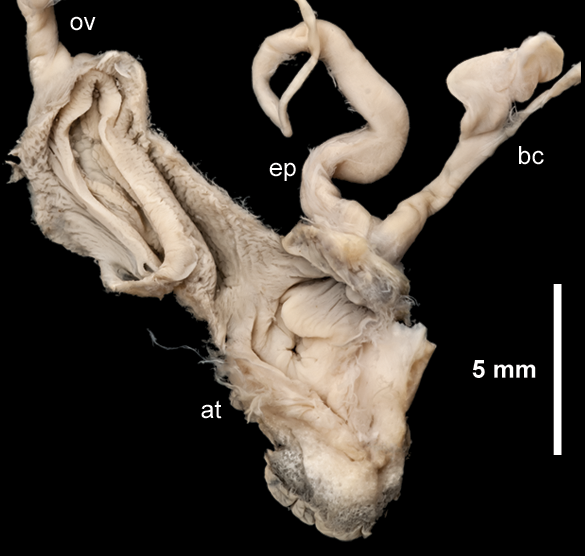
Половая система Arion vulgaris: at — атриум; bc — семяприёмник; ep — эпифаллус; ov — яйцевод
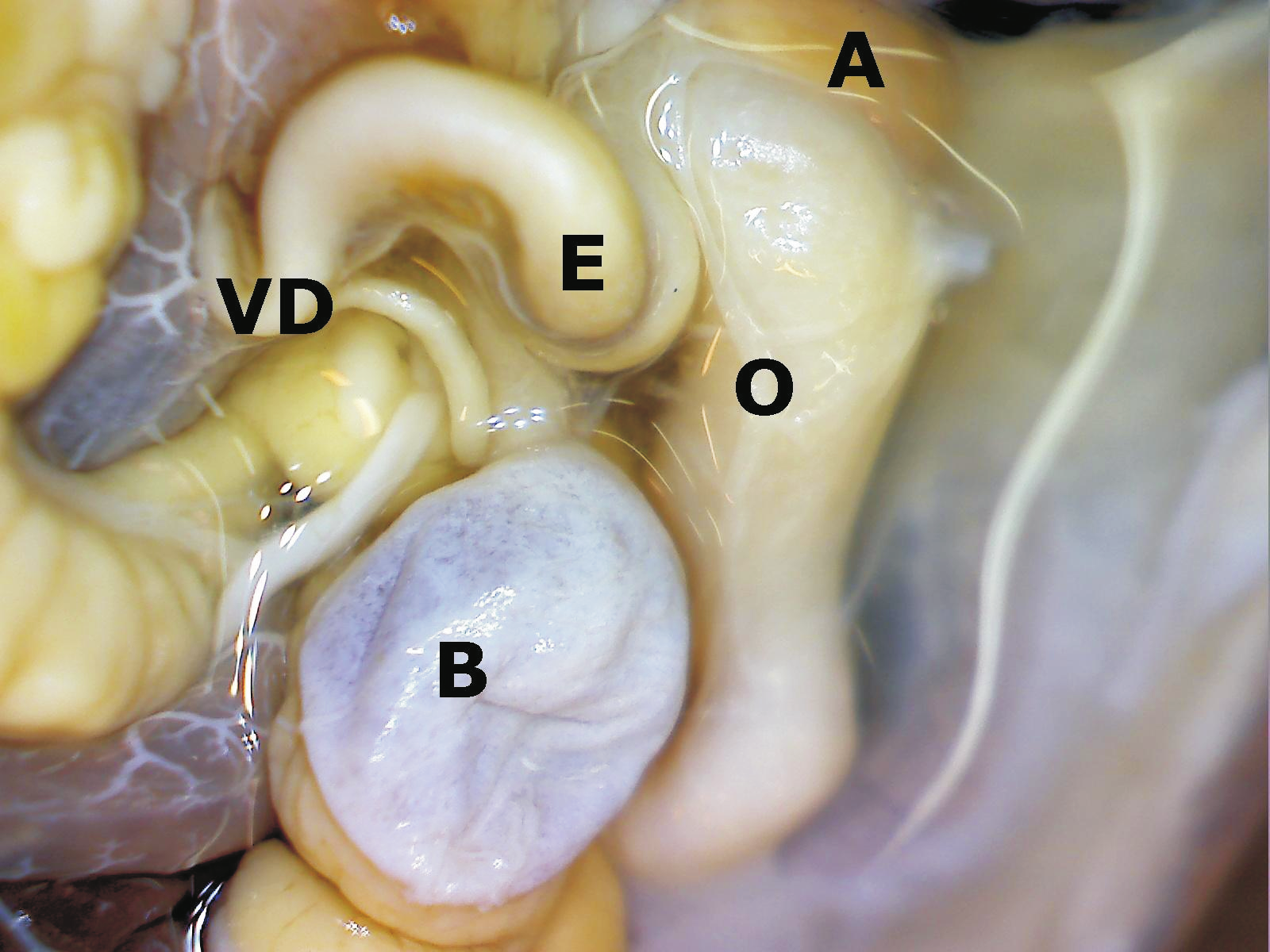
Половая система Arion vulgaris: виден небольшой и короткий атриум (A) и длинный дистальный отдел яйцевода (O). E — эпифаллус; VD — семяпровод; B — семяприёмник
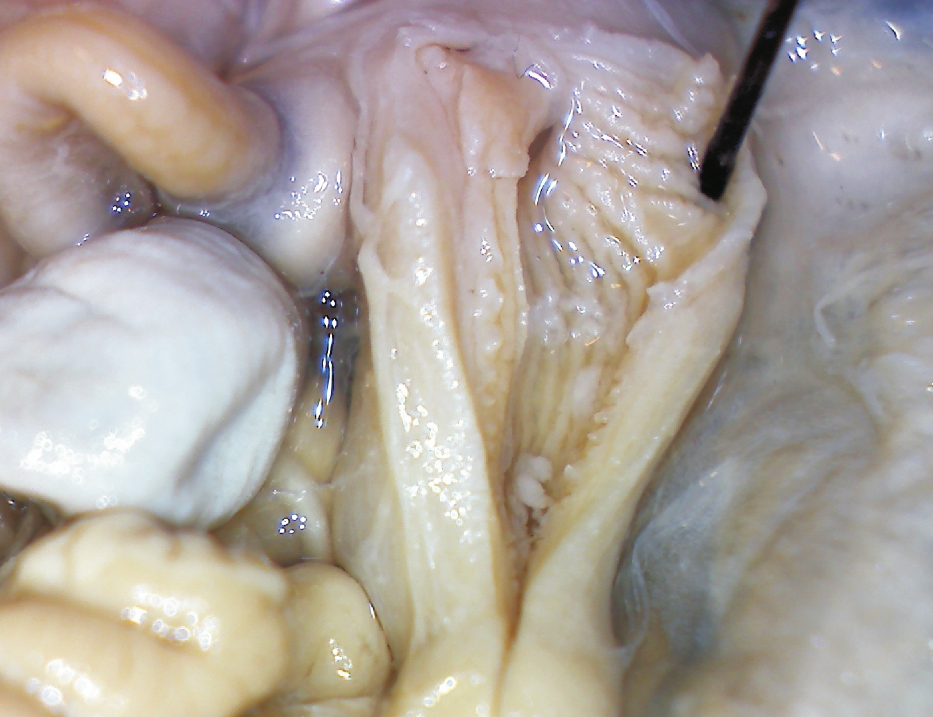
Лигула внутри яйцевода

### Отличия от других видов
По внешним признакам взрослые особи Arion vulgaris трудноотличимы от близкородственных Arion ater и Arion rufus, а также от Arion flagellus. Наиболее достоверно эти виды различают друг от друга по строению половой системы и c помощью молекулярных методов У A. flagellus и у молодых особей A. vulgaris есть боковые полосы, которые отсутствуют у A. ater и A. rufus. Молодых особей A. vulgaris можно спутать с другими видами рода Arion, в особенности с Arion subfuscus, который также часто имеет жёлтую слизь. A. ater является единственным среди вышеуказанных видов, для которого характерен полностью чёрный вариант окраски (чёрная подошва, спина, мантия, край подошвы и бока), в то время как зеленоватый оттенок характерен только для A. flagellus (особенно заметен на подошве). У A. ater и A. rufus также отмечается своеобразный защитный механизм. Иногда, будучи встревоженными в сокращённом (или почти сокращённом) состоянии, они начинают покачиваться из стороны в сторону, что не характерно для A. flagellus и A. vulgaris.

### Гибриды
В местах, где появляется A. vulgaris отмечается полное исчезновение A. ater и A. rufus, что скорее всего связано с гибридизацией видов. Особи A. ater и A. rufus могут спариваться как друг с другом, так и с особями A. vulgaris, производя плодовитое потомство. Гибриды этих видов обычно можно определить по промежуточным признакам строения половой системы.

## Распространение
Местонахождение природного ареала A. vulgaris точно не известно. Генетические исследования предполагают, что родиной вида является Франция и, возможно, западная Германия, в то время как в других частях Европы он является инвазивным. На Пиренейском полуострове A. vulgaris был достоверно найден только на северо-востоке Испании (город Жирона). В других его частях он, видимо, отсутствует.
В Европе A. vulgaris известен из Великобритании (с 1954 г.), Франции (с 1955 г.), Швейцарии (с 1956 г.), Италии (с 1965 г.), Болгарии(с 1966 г.), Германии (с 1969 г.), Австрии (с 1972 г.), Бельгии (с 1973 г.), Швеции (с 1975 г.), Словении (с 1982—1983 гг.), Хорватии (с 1982—1983 гг.), Польши (с 1985 г.), Норвегии (с 1988 г.), Нидерландов (с 1989 г.), Финляндии (с 1990 г.), Дании (с 1991 г.), Чехии (с 1991 г.), Исландии (с 1996 г.), Сербии (с 2002 г.), Литве (с 2013 г.), Ирландии, Фарерских островов. 
На территории Украины был впервые обнаружен в 2007 году в Львовской области, куда, видимо, попал из Польши. К 2018 году распространился во все области Западной Украины, а также в Винницкую, Донецкую, Житомирскую, Киевскую, Николаевскую, Одесскую и Харьковскую области. 
В Латвии был обнаружен в 2009 году в селе Пастенде и к 2016 году распространился в некоторые другие регионы страны. 
В Румынии был найден в 2012 году в городе Регин.
В Крыму был впервые зарегистрирован в 2018 году в селе Перевальное в Симферопольском районе (находка слизня подрода Arion s. str. в 2013 году в лиственном лесу в окрестностях села Краснолесье не была подтверждена анатомически). 
В России был известен по единственной находке в Калужской области близ ручья у села Ферзиково (1931 г.), затем был обнаружен в промышленных теплицах Твери (2009 г.) и впоследствии распространился в Москве, Московской области и в ближайших к ней областях. Вид также был найден в Северной Осетии в дендрарии Владикавказа (2019 г.). 12 августа 2024 слизня обнаружили в Санкт Петербурге.
На территории Беларуси был найден в Гродно и Борисове в 2020 году, а затем в Минске в 2021 году.
A. vulgaris также известен из Северной Америки, где был найден в Канаде в Этобико (2009 г.) и Квебеке (2022 г.), а также в Мексике (2021 г.).

## Биология
A. vulgaris предпочитает влажные места. Встречается как в природных местообитаниях (леса, луга, берега рек и озёр), так и в антропогенной среде: в садах, парках, теплицах, на пашнях, огородах, кладбищах, свалках. Слизни наиболее активны в пасмурные и дождливые дни. В основном их можно увидеть ночью и рано утром. Пик их активности наблюдается через 2—3 часа после захода солнца. Большинство особей возвращаются в убежища на третий час после восхода солнца. Кормёжка A. vulgaris начинается сразу после выхода из убежища и длится всю ночь до раннего утра с частыми интервалами отдыха. Лабораторные исследования показали, что она длится в среднем 2 часа и более интенсивна в начале ночи. Как и у многих видов слизней, на процесс питания A. vulgaris влияют различные факторы, такие как интенсивность освещения, температура воздуха и влажность почвы. Слизни, по-видимому, предпочитают места с плотной растительностью, которая защищает их от прямых солнечных лучей. Там они более активны, чем на освещённых солнцем участках. Численность вида может достигать 50 и более особей на 1 м². Зимуют яйца и молодь. Изредка зиму пережидают и взрослые особи. Слизни не выживают при температуре ниже −3 °C и большинство из них прячутся в зимние убежища, когда температура опускается ниже 2 °C.

### Питание

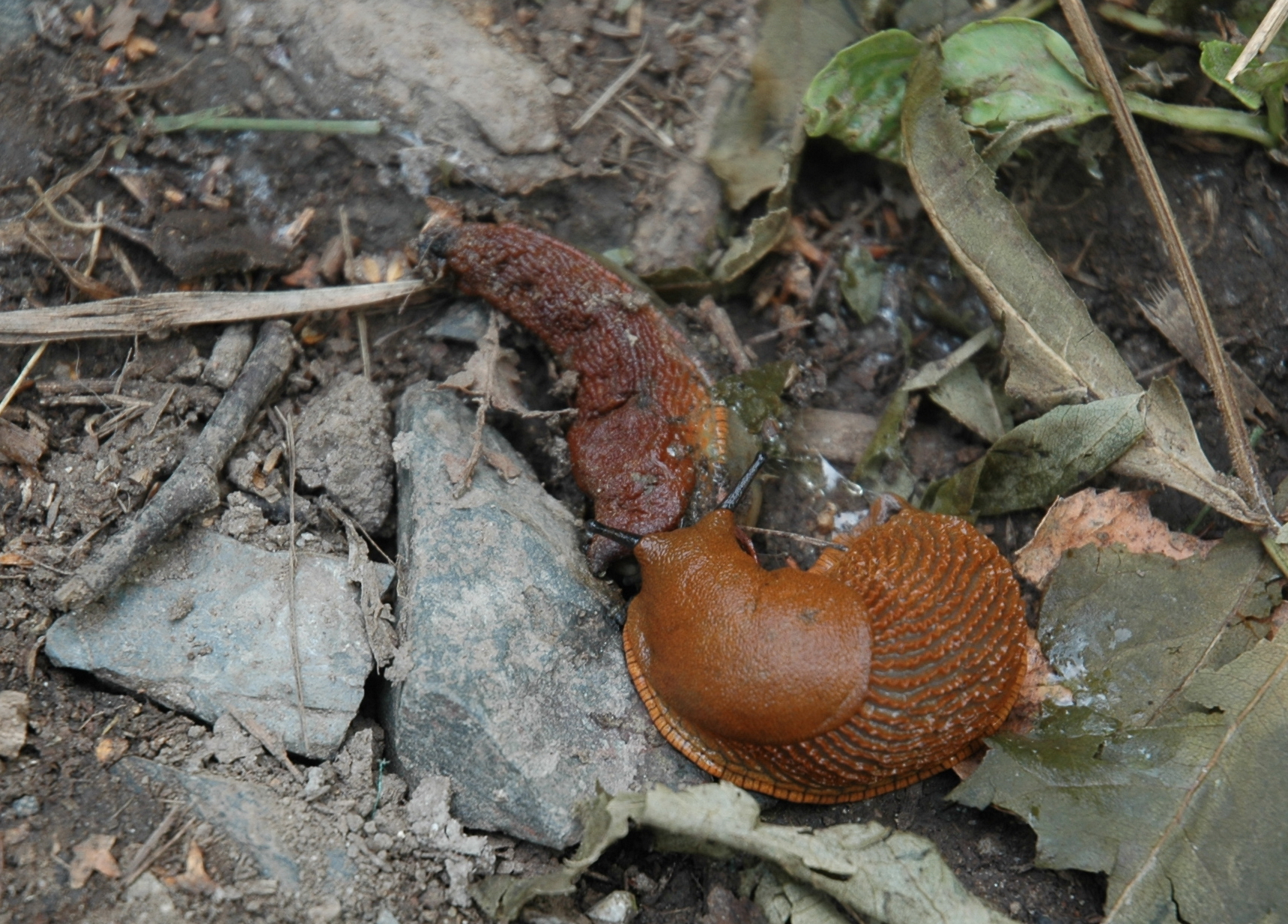
Arion vulgaris, поедающий мёртвого представителя своего же вида

Многоядный вид, питающийся в основном живыми, мёртвыми и гниющими частями растений. Слизни поедают прорастающие семена, всходы, листья, ветви, корни и плоды, часто нанося серьезный ущерб сельскохозяйственным культурам. A. vulgaris поедает такие культурные растения, как салат, капуста, свёкла, редис, морковь, петрушка, фасоль, картофель и т. д. Серьёзные повреждения слизнями отмечены у некоторых декоративных растений, таких как базилик душистый (Ocimum basillicum), бархатцы прямостоячие (Tagetes erecta), лилия белоснежная (Lilium candidum), цинния изящная (Zinnia elegans) штокроза розовая (Alcea rosea) и т. д. Слизни также поедают дикорастущие растения такие, как болиголов пятнистый (Conium maculatum), клевер ползучий (Trifolium repens), крапива двудомная (Urtica dioica), сныть обыкновенная (Aegopodium podagraria), щавель воробьиный (Rumex acetosella) и т.д. Они могут поедать ядовитые растения из родов люпин (Lupinus), мак (Papaver), и паслён (Solanum). В рацион вида также входят мхи, водоросли, грибы, лишайники, мёртвые беспозвоночные, трупы и экскременты животных. Наблюдается каннибализм, однако нападению подвергнуты, видимо, только умирающие особи. В неволе вид поедает овёс, пшеничные отруби, лапшу, сыр, дрожжи, сухое молоко, варёные яйца и мясо. Благодаря наличию симбиотических бактерий в пищеварительной системе, A. vulgaris, подобно другим слизням, способен питаться материалом, богатым целлюлозой. Проведённый опыт показал, что особи, выращенные на коре тополя или фильтровальной бумаге, жили на 40 дней дольше, чем голодающие особи. Кроме того, взрослые слизни, которых обеспечивали только водой проживали 36—45 дней.
Неоднократно отмечались случаи когда крупные виды рода Arion (A. ater, A. rufus или A. vulgaris) забирались в гнёзда птиц и атаковали их птенцов. Слизни оставляют серьёзные ранения, поедая участки кожи, клювов и даже глаза. Могут быть повреждены как мягкие ткани, так и кости. Ранения, полученные от слизней, не всегда приводят к смерти. Во всех случаях замечено отсутствие какой-либо защитной реакции у родителей птенцов. Случаи нападения слизней на птенцов довольно редки и, возможно, их проникновение в гнёзда происходит случайно. Видимо, это объясняет почему птицы не распознают слизней как угрозу и не выработали защитный механизм против них.

### Естественные враги
A. vulgaris не является добычей, которую предпочитает большинство хищников. Естественными врагами этого вида являются ежи, земноводные, пресмыкающиеся и некоторые виды птиц (например, чёрный дрозд). Яйцами и молодью слизней питаются жужелицы Pterostichus niger, Pterostichus melanarius, Carabus nemoralis, Carabus violaceus, а также стафилинид Staphylinus erythropterus. Однако на интенсивно возделываемых территориях численность хищников может сокращаться, что приводит к увеличению численности слизней.

### Паразиты
A. vulgaris является промежуточным хозяином для нематод, паразитирующих в лёгких животных семейств псовых (Angiostrongylus vasorum) и кошачьих (Aelurostrongylus abstrusus и Troglostrongylus brevior). Alloionema appendiculatum, паразитирующая на различных наземных моллюсках, оказывает очень слабое влияние на смертность и пищевую активность A. vulgaris. Нематоды Phasmarhabditis hermaphrodita, используемые в качестве биологического агента для борьбы с сетчатым слизнем (Deroceras reticulatum), сильно влияют на ранние ювенильные стадии A. vulgaris, но очень малоэффективны против взрослых особей.

## Размножение и развитие
A. vulgaris — гермафродит, как и все стебельчатоглазые моллюски. Вид размножается преимущественно половым путём, но также способен к самооплодотворению. Процесс взросления и размножения слизней происходит летом и при благоприятных температурах продолжается до поздней осени. Яйца вылупляются осенью и весной. Жизненный цикл вида однолетний. Большинство особей умирает после откладки яиц, однако наблюдаются случаи зимовки взрослых слизней (длина таких особей может достигать около 150 мм). Это, видимо, указывает на то, что отдельные особи могут задерживаться в развитии и достигать половой зрелости только на второй год жизни. Однако это не играет важной роли в жизненном цикле вида.

### Брачное поведение и спаривание

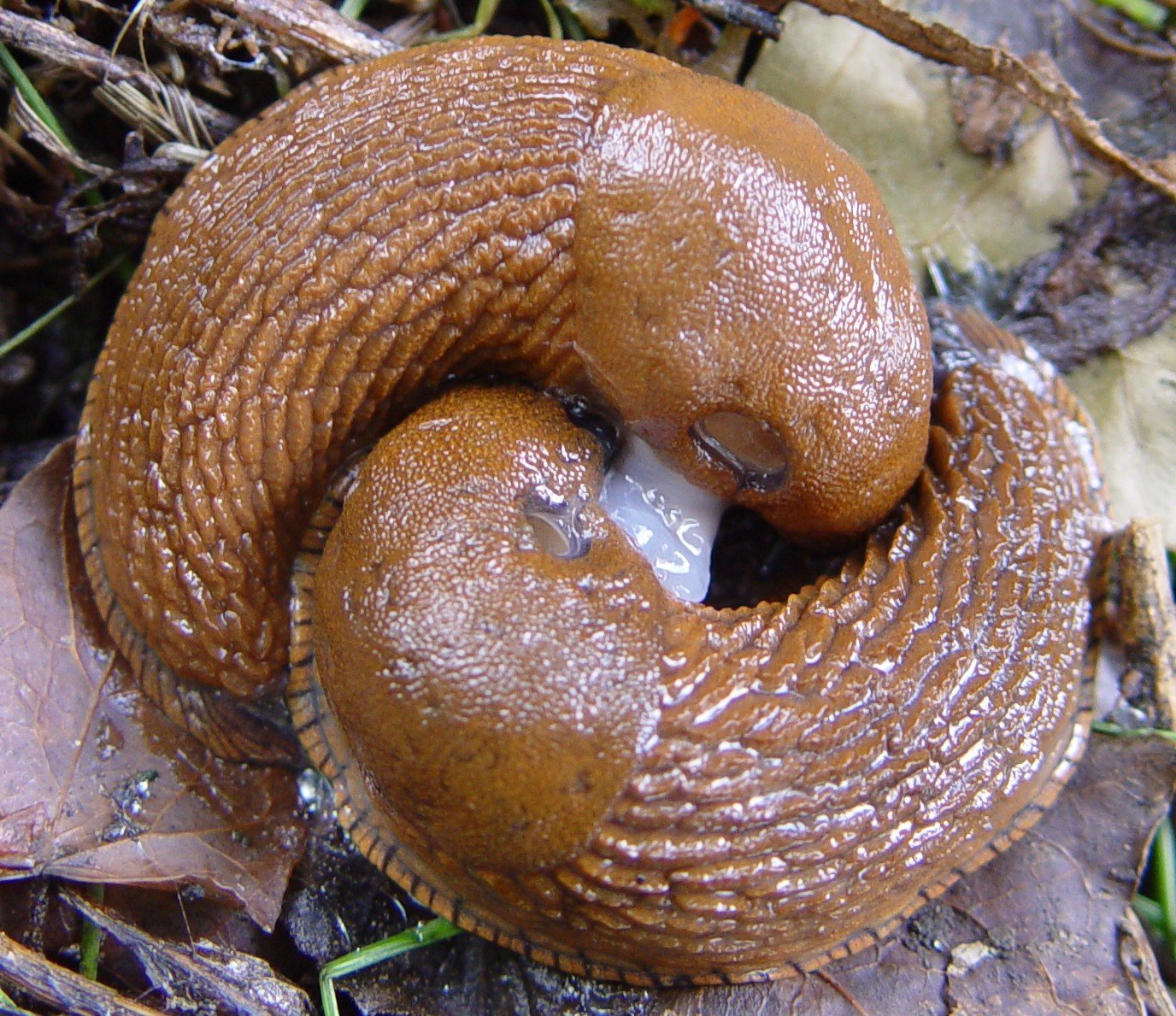
Спаривание слизней подрода Arion s. str.

В Польше период размножения A. vulgaris наблюдается с третьей декады июля. Его активность снижается когда температура воздуха достигает ниже 10 °C и прерывается при температуре ниже 5 °C. Весь процесс от поиска партнёра до копуляции и расставания особей длится от 4 до 5,5 часов (в среднем 4 часа 52 минуты). Копуляция происходит в горизонтальном положении, на влажной почве под растущими растениями или на почве, лишённой растительности, на траве, тропинках, тротуарах, пнях деревьев и листьях растений. Длина наиболее мелких спаривающихся особей составляет около 3 см, а самых крупных — около 8,5 см (средняя длина спаривающихся слизней — 6,5 см). Зачастую, наблюдаются пары, где один партнёр маленький, а другой — крупный. Таким образом, подобно некоторым другим видам, спаривающиеся особи могут быть развиты не полностью.
Особи A. vulgaris спариваются вечером и ночью, а в пасмурную, дождливую погоду и в дневное время. Первый этап брачного поведения начинается чаще всего вечером, после того как слизни покидают свои убежища, за 1—2 часа до захода солнца. Брачное поведение у последних пар начинается до восхода солнца. В солнечные дни последние спаривающиеся пары можно наблюдать через 2,5—3,5 часа после восхода солнца. Полное солнце обычно вынуждает слизней прервать или завершить процесс спаривания и искать укрытие. В затенённых местах (под деревьями, среди кустарников или густой высокой растительности) некоторые пары могут спариваться на 1—2 часа дольше.
Первый этап начинается со встречи двух особей или поиска партнёра по следу слизи на поверхности почвы. Найдя партнёра, слизень следует за ним, время от времени поедая оставленную им слизь или капли слизи из задней части тела; он потирает партнёра своей радулой и трогает его щупальцами. Иногда особи меняются ролями, и описанные выше действия повторяет другой партнёр. Этот этап, целью которой является узнавание партнёров и стимуляция брачного танца, приводит к расширению и набуханию атриумов, которые проявляются в виде эллиптических вздутий размером около 0,5 см, и обильным выделением слизи. Иногда такая реакция наблюдается лишь во время брачного танца. Этот этап длится от 10 до 24 минут, за это время слизни преодолевают расстояние от 1,5 до 2,5 м.
Брачный танец начинается, когда первый из ползущих слизней делает полный круг и следует за своим партнёром. Особи приближаются друг к другу правым боком и начинают кружение. Оба партнёра двигаются быстро, совершая круги по часовой стрелке вокруг одной и той же точки и выделяя большое количество слизи. Кружащиеся слизни слизывают слизь с боков и хвостовых частей друг друга. Через несколько минут их движения замедляются, и круги постепенно уменьшаются. Затем слизни приближаются друг к другу, изгибаются дугообразно, а их рты больше перемещаются к передним частям друг друга. Они потирают друг друга радулами, соприкасаются щупальцами и слизывают слизь из области хвостовой ямки; их пневмостомы время от времени открываются и закрываются. В этот момент танец иногда прерывается и один из слизней уходит. Возможно, что одна из особей не находится на нужной стадии полового развития или его поведение неприемлемо для другого партнёра, что предотвращает копуляцию. Подобное поведение довольно часто встречается у различных видов слизней. Если брачный танец продолжается, то слизни кружатся всё медленнее, приближаются друг к другу и перемещают тела так, чтобы их половые отверстия были обращены друг к другу. Затем они прекращают кружение, время от времени наблюдаются лишь минимальные изменения положения тела. Время от первого полного круга, совершённого первым партнером, до окончания кружения составляет 2—3 минуты. В течение следующих 9—24 мин (в среднем 17 мин) слизни выворачивают атриумы и сильно прижимают их друг к другу. Вывернутые органы раздвигают тела слизней. Весь брачный танец до выворачивания атриумов длится в среднем 19,5 минут.
Копуляция начинается с полного выворота атриумов и прилежащих к ним частей половых органов. На этом этапе слизни наклоняют головы в сторону друг друга. Передние части их тела при вывороте органов сжимаются, из-за чего слизни выглядят так, будто их головы сузились. На нижней стороне атриумов также выворачиваются основания эпифаллуса и протока семяприёмника. Слизни периодически прижимаются ими к половым органам партнёра и становятся совершенно неподвижными. Неподвижный период длится от 3 часов 10 минут до 4 часов 15 минут (в среднем 3 часа 43 минуты). Во время копуляции также обычно хорошо заметны вывернутые наружу расширенные части яйцеводов обоих партнеров. Чаще всего они располагаются параллельно друг другу сверху, полностью закрывая собой атриумы партнёров. Лигулы, находящиеся на их нижней поверхности, играют важную роль в стабилизации пары и, вероятно, в стимуляции процесса спаривания. Однако их нельзя рассмотреть во время копуляции, поскольку они могут касаться земли или партнёра. Реже яйцеводы располагаются друг над другом.
После неподвижного периода наблюдаются пульсирующие движения атриумов. В это время сперматофоры, образовавшиеся в эпифаллусе, помещаются в вывернутый проток семяприёмника партнёра. Щупальца слизней в этот момент наполовину втянуты, пневмостомы раскрыты. Одна из особей начинает двигаться, частично вытягивает щупальца и медленно слизывает слизь с боков партнёра и вывернутых половых органов, а также кусает его мантию и заднюю часть спины. Это стимулирует партнёра к аналогичному поведению. В результате атриумы и другие органы частично втягиваются. Слизни начинают медленно кружить вокруг одной и той же точки, будучи ещё соединёнными сперматофорами, которые частично (примерно на 2/3 длины) внедрены в половые органы партнёра. Наличие многочисленных острых зубцов по краям сперматофора позволяет очень прочно закрепить его в теле реципиента (если одного из слизней поднять, другой будет висеть на сперматофоре). Медленно кружась, соединённые слизни перемещают свои рты сначала к средней части тела партнёра, а затем, всё ещё слизывая слизь, перемещают их к задней части тела. Происходит дальнейшее втягивание половых органов (они втянуты почти наполовину), но особи остаются соединёнными. После ещё одного полукруга слизни начинают двигаться всё быстрее и внезапно их половые органы стремительно разъединяются. Происходит дальнейшее втягивание атриумов, но сперматофор всё ещё остается в теле партнёра. Разъединение и втягивание половых органов занимает от 5 до 15 секунд. Во время разъединения слизни всё ещё слизывают слизь, имеют полностью вывернутые щупальца и широко раскрытые пневмостомы. В течение нескольких секунд они остаются соединёнными концами сперматофоров, которые выглядят как «нити», проходящие между половыми отверстиями. Затем слизни разъединяются и в течение 1—3 секунд полностью скрывают сперматофоры. Время, проходящее между возобновлением движения и полным разъединением, составляет от 15 до 30 минут (в среднем 17 минут 29 секунд).
Процесс разъединения происходит либо одновременно у обоих партнёров, либо же один слизень изгибается серповидно и лишь через несколько минут втягивает свои органы. Это сопровождается выделением слизи в задней части ноги, которую партнёр немедленно слизывает. После полного разъединения, продолжающегося около 2 минут, слизни совершают полный круг, а затем один из партнёров уходит в противоположную сторону. Другой партнёр следует за ним, но через мгновение делает круг, возвращается на место, где проходила копуляция, делает ещё 2—4 круга и слизывает остатки слизи. Иногда возвращается и первый партнёр, даже если он отошёл на расстояние около десятка сантиметров. Среднее время пребывания на месте, где проходила копуляция, и слизывания слизи составляет 11 минут.

### Откладка яиц
В Польше откладка яиц у A. vulgaris начинается в середине — конце августа, через 2—4 недели после спаривания. Слизни откладывают яйца в возрасте 7—9 месяцев. Откладка яиц продолжается от 2,5 до 3,5 месяцев (максимум до 104 дней) и зависит от температуры. Последние яйца могут быть отложены в декабре, при условии, что температура превышает 5 °C.
Яйца A. vulgaris шаровидные или овальные, блестящие, молочно-белые (старые яйца могут быть желтоватыми), откладываются преимущественно в кладки. Средний размер яиц 4,2×3,5 мм, но также встречаются яйца диаметром более 5 мм. Размеры яиц могут быть как относительно стабильными, так и изменяться даже в пределах одной кладки. Яйца обычно откладываются в отверстия или трещины на земле на глубину 2—10 см или на поверхности почвы, на освещённых солнцем участках или под укрытием. Они также могут находиться в прогрызенных отверстиях в корнях, фруктах и овощах, под камнями, брёвнами, ветками, в компосте и под различными предметами на земле. Одна особь A. vulgaris способна отложить 243—541 яиц (в среднем 405) в 5 кладок. В кладках может находиться 5—185 яиц (в среднем по 68 яиц в каждой кладке).

### Вылупление из яиц
В Польше слизни начинают вылупляться из яиц в конце первой декады и начале второй декады сентября, то есть через месяц после откладки первых яиц. Этот период длится от 50 до 80 дней, пока температура не опустится до 5 °C. Среднее количество дней от откладки яиц до вылупления составляет 40 дней. До зимы вылупляются только те яйца, которые были отложены в августе и начале сентября (54—86 % всех отложенных яиц). Яйца, отложенные позже, зимуют и слизни вылупляются из них следующей весной. Вылупление перезимовавших яиц начинается в середине марта и продолжается 4—6 недель. Лишь немногие слизни вылупляются из яиц в январе и феврале при температуре выше 6°С. Исследования скорости развития яиц в контролируемых условиях при различных температурах показали, что самый короткий период от откладки яиц до вылупления первых слизней имел место при 20 °C и составлял в среднем 30,3 дня. При 15 °C слизни вылуплялись на 6 дней позже, при 10 °C — на 14 дней. Самый высокий процент вылупляющихся слизней был при 15°С (85,5 %), а самый низкий — при 10°С (30,5 %). Наиболее благоприятной для развития яиц является температура 15—17°С.

### Развитие
После зимовки первыми появляются молодые слизни (длиной 1,5 см), вылупившиеся поздней осенью прошлого года. Одновременно могут появиться единичные, более крупные особи (длиной более 3 см), вылупившиеся в середине сентября предыдущего года. В условиях Польши молодые слизни, вылупившиеся из перезимовавших яиц, начинают выходить из убежищ в начале апреля. Первое время они держатся вблизи зимних убежищ, поедая растения и растительные остатки. Их численность увеличивается по мере вылупления. Когда средняя дневная температура превышает 10 °C, наблюдается увеличение численности молодых слизней. С начала мая популяция слизней увеличивается в несколько раз и сохраняется на прежнем уровне до середины мая (первый пик плотности популяции). Слизни интенсивно мигрируют в поисках пищи. С середины до конца мая популяция слизней состоит из неполовозрелых и немногих взрослых особей. В последующие месяцы слизни активно питаются и быстро растут. В середине июня количество слизней длиной 3 см увеличивается. В начале или середине августа наблюдается второй пик численности слизней. Такая высокая плотность слизней сохраняется до конца сентября, а в некоторые годы и до середины октября. В начале октября из яиц, отложенных в августе, появляется потомство. После понижения температуры слизни постепенно перемещаются в зимние убежища, и большинство половозрелых особей умирает после откладки яиц.

## Значение и методы борьбы
Слизень A. vulgaris считается наиболее вредоносным видом моллюсков в Европе. Крупные размеры, быстрое размножение, высокая выживаемость в неблагоприятных условиях (недостаток пищи, низкие температуры), способность питаться разнообразной пищей и отсутствие естественных врагов увеличивают шансы на выживание в различных агроценозах. Также, по всей видимости, успех вида обусловлен скорее не отсутствием паразитов, а его устойчивостью к ним. Распространение вида происходит в результате непреднамеренных интродукций человеком. Яйца и молодь слизней могут находиться в почве с саженцами и рассадой, которую используют при озеленении городов, посёлков и дачных участков. Слизни — гермафродиты, яйца откладывает каждый слизень. Способность к самооплодотворению означает, что даже перенос одного слизня представляет опасность. В целом экономический ущерб, наносимый A. vulgaris, не оценивался, но известно, что вид способен серьёзно вредить в садах, на огородах и полях. Слизни поедают все части растений, однако наибольший ущерб наносится всходам. Это приводит к большим потерям урожая овощей и декоративных растений.
A. vulgaris может быть опасен для человека, так как является переносчиком множества инфекций, в числе которых кишечная палочка, а также гельминтов (бычий и крысиный цепни) и нематод (Angiostrongylus cantonensis, способной вызывать менингит). Слизень также является промежуточным хозяином для нематод, которые могут паразитировать на домашних собаках (A. vasorum) и кошках (A. abstrusus и T. brevior). Большую опасность вид представляет и для животноводства, так как скот, поедая на выпасе растения, испачканные слизью, или зараженный силос, может заразиться ботулизмом.
Встречаемость A. vulgaris варьируется из года в год и в первую очередь зависит от количества осадков и колебаний температуры весной и летом. Вид малоустойчив к высыханию и поэтому ищет влажные убежища в засушливые периоды. Длительные периоды засухи снижают активность слизней, что может замедлить развитие и тем самым задержать размножение. На рост A. vulgaris сильно влияет температура. Тёплые и влажные периоды повышают активность и рост слизней, что увеличивает вред, наносимый ими.
Для борьбы с A. vulgaris могут использовать пивные приманки — ёмкости, наполненные пивом, запах которого привлекает слизней, и они впоследствии тонут в этом напитке. Однако данный метод не влияет на популяцию моллюсков достаточно существенно, поскольку их привлекает не только запах пива, но равно и запах другой потенциальной еды. Наиболее известное средство среди гербицидов, содержащее фосфат железа, способно уничтожить не только слизней A. vulgaris, но и другие безвредные виды моллюсков. Это касается применения всех моллюскоцидов, представленных на рынке. Они непосредственно влияют на локальное биоразнообразие, птиц и животных, питающихся моллюсками. Биологический агент P. hermaphrodita, применяемый для борьбы с сетчатым слизнем (D. reticulatum), очень малоэффективен против A. vulgaris.
Ручной сбор считается наиболее эффективным методом истребления слизней A. vulgaris в приусадебных участках, однако он не имеет большого значения в профессиональном садоводстве, а также в естественных или полуестественных местах, из-за его трудоёмкости. Слизней легче всего найти вечером и утром, когда они наиболее активны. Важно собирать не только взрослых особей, но и яйца. Сбор слизней в начале сезона способствует сокращению числа яиц, откладываемых в конце сезона. Собранных слизней можно убить обезглавив их ножницами или острой лопатой, поместив их в контейнер и залив горячим кипятком, опустив их в ведро с солёной водой, где они быстро погибают от обезвоживания или поместив их на ночь в морозильную камеру (в полиэтиленовом пакете). Мёртвых слизней следует закопать или выбросить, только если они не используются в качестве приманки для привлечения других слизней. При сборе рекомендуется использовать перчатки, так как слизни выделяют много липкой слизи, которая трудно отмывается и может переносить инфекции.

## Охранный статус
A. vulgaris широко распространён во многих европейских странах. Его инвазивный ареал расширяется, а популяция увеличивается. В связи с этим Международный союз охраны природы (МСОП) оценивает A. vulgaris как вид, вызывающий наименьшие опасения.